# Kirche Wöllmarshausen

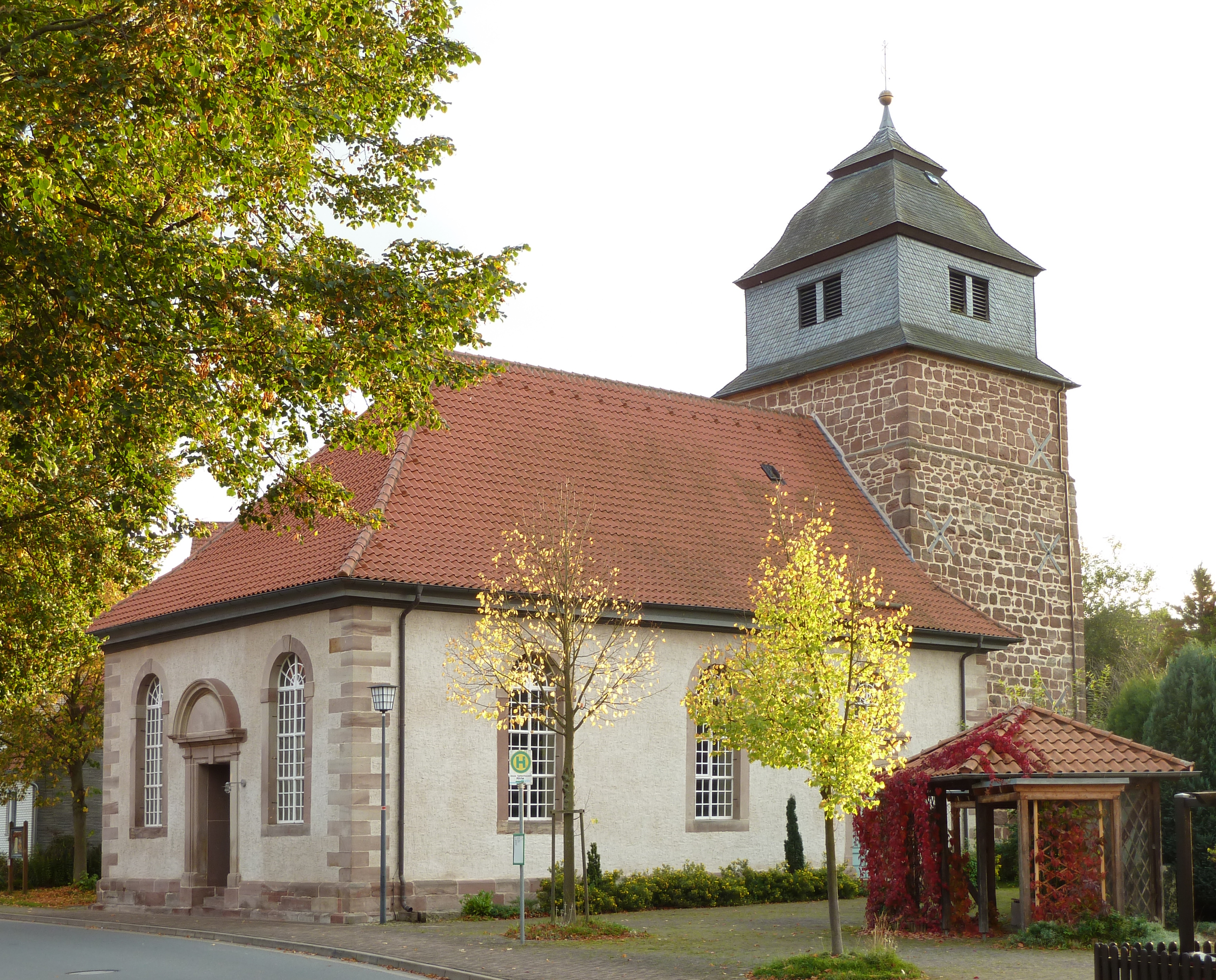
Kirche Wöllmarshausen

Die evangelisch-lutherische Kirche Wöllmarshausen steht im Zentrum von Wöllmarshausen, einem Ortsteil der Gemeinde Gleichen im Landkreis Göttingen von Niedersachsen. Die Kirchengemeinde gehört zum Kirchenkreis Göttingen im Sprengel Hildesheim-Göttingen der Evangelisch-lutherischen Landeskirche Hannovers.

## Beschreibung
Das Langhaus der Saalkirche wurde 1756 aus Bruchsteinen gebaut. Es ist bis auf die Ecksteine und die Gewände der Bogenfenster verputzt. Der ältere, vielfach ausgebesserte, unverputzte Kirchturm im Westen erhielt 1812 einen schiefergedeckten Aufsatz, hinter dessen Klangarkaden sich der Glockenstuhl befindet, in dem eine Kirchenglocke hängt, die aus dem Jahr 1777 stammt. Die zweite, 1816 angeschaffte Glocke wurde im Ersten Weltkrieg eingeschmolzen. Bedeckt ist der Turm mit einer Haube. Unter dem Kirchturm befindet sich ein Erbbegräbnis der Adelsfamilie von Uslar-Gleichen. 
Im tonnengewölbten Innenraum steht ein spätbarocker Kanzelaltar mit Statuen von Christus und Mose. Die Orgel mit 9 Registern, einem Manual und einem Pedal wurde 1843 von August von Werder gebaut. Sie steht auf der Empore, vor deren Brüstung drei geschnitzte gotische Statuetten von Heiligen stehen.